# Jan Eilers
Jan Eilers, eigentlich Johann Eilers, (* 16. Mai 1909 in Varel; † 28. Juni 2000 in Hatten) war ein deutscher Politiker (FDP, CDU) und zwischen 1963 und 1965 niedersächsischer Finanzminister.

## Leben und Beruf
Nach dem Abitur studierte Eilers, der evangelischen Glaubens war, Wirtschafts- und Sozialwissenschaften und schloss das Studium als Diplom-Volkswirt ab. Im Zweiten Weltkrieg war er Soldat, zuletzt im Range eines Oberleutnants. Von 1950 bis 1963 war er Oberstadtdirektor in Oldenburg (Oldenburg). Er gehörte dem Vorstand der Verwaltungsakademie Oldenburg an und war Schulvorsteher der oldenburgischen Verwaltungsschule und des oldenburgischen Verwaltungsseminars. Außerdem war er Vorsitzender des kommunalen Arbeitgeberverbandes Niedersachsen. Beim Deutschen Städtetag gehörte er dem Personal- und dem Sozialausschuss an. Eilers gehörte in den 1970er Jahren dem Vorstand der Deutschen Olympischen Gesellschaft an und war kurzzeitig auch stellvertretender Vorsitzender der Deutschen Sporthilfe. Außerdem war er 1967–1973 Präsident des Verbandes Deutscher Bürgervereine.

## Partei
Eilers trat zum 1. Mai 1933 der NSDAP bei (Mitgliedsnummer 2.655.690). Nach dem Krieg war er zunächst Mitglied der FDP. Laut Ostpreußenblatt (Ausgabe vom 25. März 1967) trat er im März 1967 aus der FDP aus. Nach Bildung der sozial-liberalen Koalition auf Bundesebene (1969) trat er der CDU bei.

## Abgeordneter
Eilers gehörte dem Deutschen Bundestag von 1957 bis 1961 an und war dort stellvertretender Vorsitzender der FDP-Fraktion. Von 1972 bis 1976 war er erneut Mitglied des Bundestags.

## Öffentliche Ämter
Eilers wurde am 12. Juni 1963 als niedersächsischer Finanzminister in die von Ministerpräsident Georg Diederichs geführte Landesregierung von Niedersachsen berufen. Aus Protest gegen das Niedersachsen-Konkordat schied er am 13. Mai 1965 wieder aus der Regierung aus.

## Ehrungen
Nach Eilers ist seit dem Jahr 2005 der Jan-Eilers-Weg im Gemeindeteil Sandkrug der Gemeinde Hatten, ca. fünf Kilometer südlich der Stadt Oldenburg, benannt. 1977 wurde ihm das Große Verdienstkreuz des Verdienstordens der Bundesrepublik Deutschland verliehen.